# Netuma
Genre
Netuma est un genre de poissons-chats de la famille des Ariidae.

## Liste des espèces
Selon FishBase (29 oct. 2017) et World Register of Marine Species (29 oct. 2017) :
- Netuma bilineata (Valenciennes in Cuvier and Valenciennes, 1840)
- Netuma proxima (Ogilby, 1898)
- Netuma thalassina (Rüppell, 1837) - mâchoiron titan